# Zelembać
Zelembać (latinski: Lacerta viridis) veliki je gušter koji nastanjuje područje od Slovenije i istočne Austrije na zapadu do crnomorske obale Ukrajine i Turske na istoku. Često se vidi kako se sunča na stijenama ili travnjacima ili se krije u grmlju.

## Taksonomija
Postoji diskusija o tome jesu li Lacerta viridis i Lacerta bilineata različite vrste. Genetički podaci daju slabu podršku njihovom razdvajanju na dvije vrste, no potrebna su dodatna istraživanja.

## Opis
Od vrha njuške do nečisnice dug je do 15 cm. Rep može biti dvostruko dulji od tijela, stoga ukupna duljina zelembaća može iznositi do 40 cm. Ponekad može otkinuti vlastiti rep (autotomija) kako bi pobjegao od predatora; rep kasnije može ponovo narasti.
Mužjak ima veću glavu i potpuno je zelen, s tim da ima točkice po cijelom tijelu, koje su izraženije na leđima. U odraslih mužjaka grlo je plavkasto, a kod ženki u manjoj mjeri. Ženka je mršavija od mužjaka i ima uniformniju boju, često s dvije do četiri svjetlije pruge obrubljene crnim točkicama.

## Raspon i stanište
Zelembać je autohtona životinja u Jugoistočnoj Europi. Pronalazimo ga na području južne Njemačke, Austrije, Češke, Poljske, Slovačke, Mađarske, Slovenije, sjeveroistočne Italije, Hrvatske, Bosne i Hercegovine, Crne Gore, Srbije, Kosova, Albanije i Grčke, zapadne Turske, Bugarske, Rumunjske, Moldavije i južne Ukrajine. Uveden je i u američku saveznu državu Kansas. Može se naći na visinama do 2200 m, a njegovo tipično stanište je grmolika vegetacija u otvorenijim šumovitim krajevima, živicama, nasipima i šikarama kupine i sličnih biljaka. U sjevernom dijelu svog geografskog raspona može se naći na grmovitim vrištinama, a u južnom dijelu preferira vlažnije lokacije.

## Ponašanje, ishrana i razmnožavanje
Zelembać živi na tlu i u niskoj gustoj vegetaciji te se voli izležavati na suncu, početkom i krajem dana. Uglavnom se hrani insektima i ostalim malim beskralježnjacima, ali ponekad jede i voće, ptičja jaja, tek izlegle ptiće, male guštere i čak miševe.
Parenje počinje krajem svibnja i početkom lipnja te tada mužjaci dobivaju plavu boju ispod vrata, a također postaju agresivni prema ostalim mužjacima. U borbama između mužjaka često se desi da pobijeđeni mužjak ostane bez repa. U proljeće ženka polaže 6 – 20 jaja, koja se izlegu za dva do četiri mjeseca. Jaja su okrugla, bijela i veličine graška. Mladi zelembaći svjetlosmeđi su te dugi 3 – 4 cm od njuške do nečisnice. Sljedeće godine dostižu zrelost, a dotad se njihova veličina udvostruči.

## Status
IUCN svrstao je zelembaća među najmanje ugrožene vrste zbog toga što ima širok geografski raspon i što je uobičajen premda u dijelu tog raspona. Prilagodljiva je vrsta i nisu identificirane znatnije prijetnje u većem dijelu njegovog geografskog raspona. Ipak, u Turskoj može biti izložen pesticidima.

## Zanimljivosti
- Kod ženki se može javiti potpuno crna boja kože.
- Hibernacija počinje početkom listopada i završava početkom travnja osim kod populacija u Grčkoj i Italiji, koje su aktivne tijekom cijele godine.